# Järnvägsspår

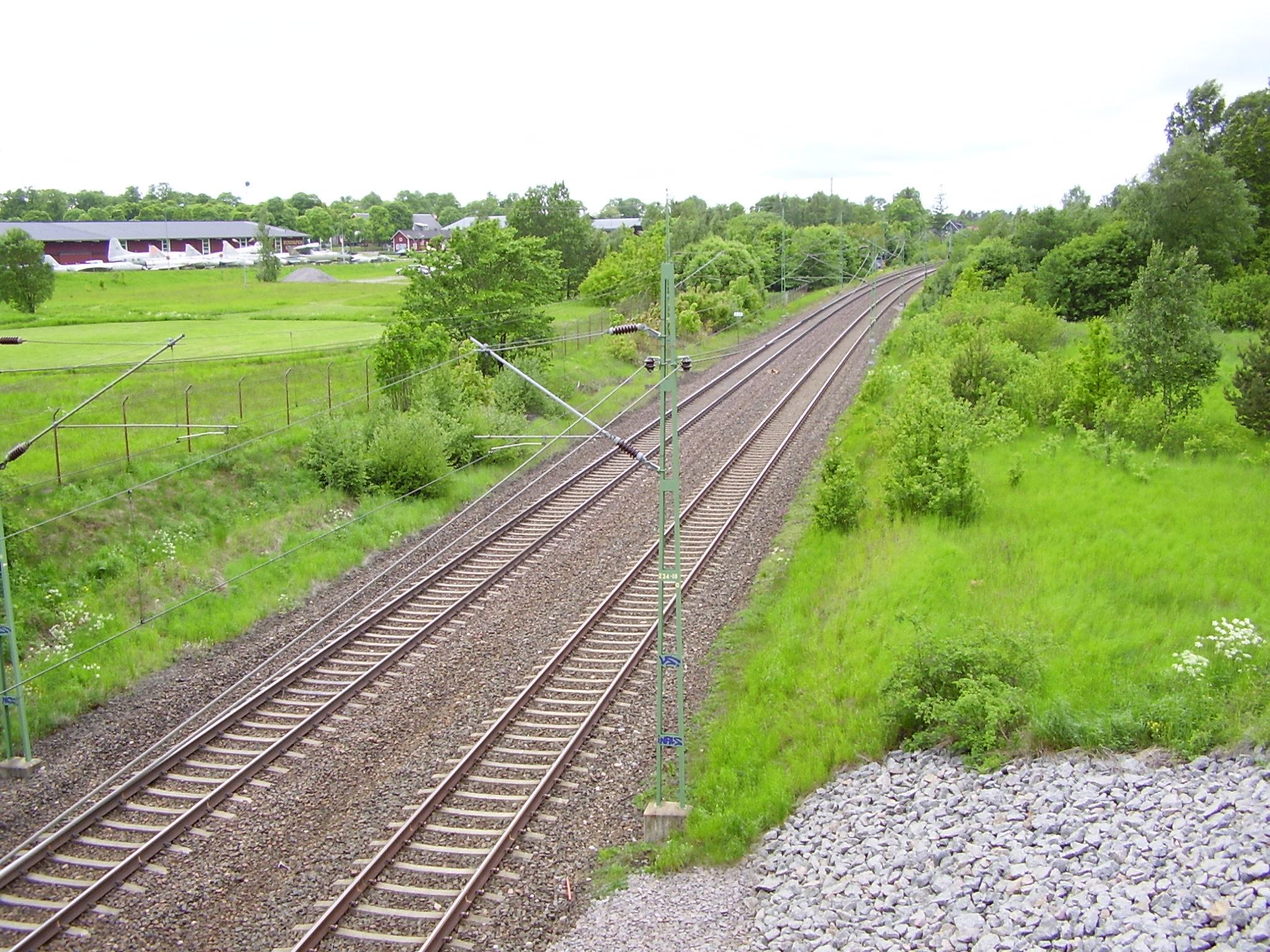
Södra stambanans järnvägsspår i Malmslätt utanför Linköping

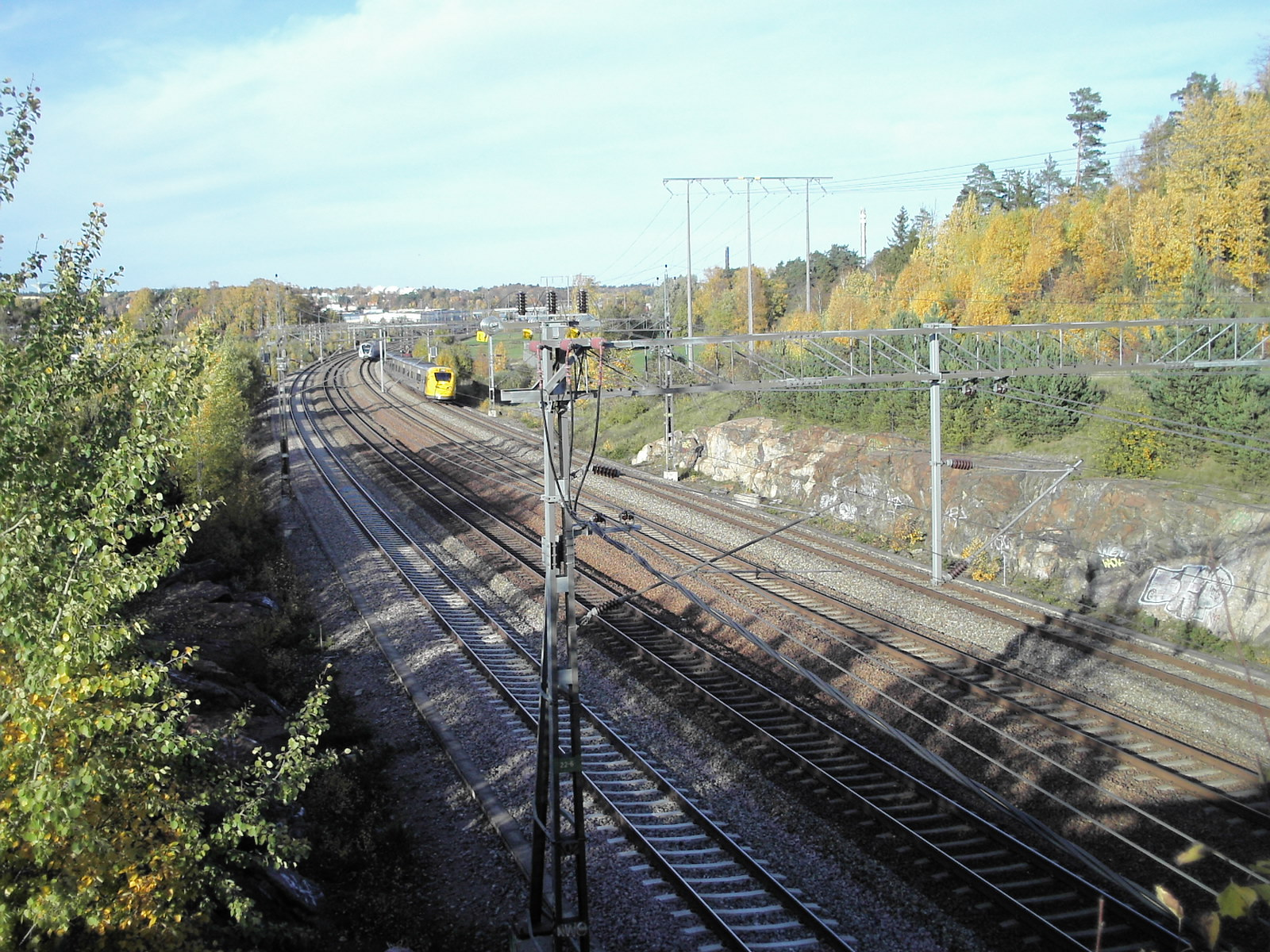
Fyrspårig järnväg (Ostkustbanan och Arlandabanan) vid Upplands Väsby norr om Stockholm

Ett järnvägsspår är det underlag som tåg framföres på. Med järnvägsspår avses:
- De spår som förbinder järnvägsorter i landet.
- De spår som utgör bangårdar på de orter banorna passerar.
- De spår som finns inom industriområden och hamnar. Kallas kapillärnätet.

På järnvägsspråk finns det järnvägsstationer eller driftplatser där bangårdarna finns och sedan finns järnvägslinjer som är järnvägsspåren mellan stationerna. En sammanlänkad serie av stationer och linjer kallas bana. Banor möts i järnvägsknutar.
Ett järnvägsspår byggt för hastigheter högre än 250 km/h kallas höghastighetsbana.
Vid investeringar i järnvägar finns många alternativ. Se kapacitet.

## Funktioner
Järnvägsspår utgör underlag för tågs säkra framförande. En järnväg är inte bara en väg av järn. Tåg kan vara tunga (över 10 000 ton) och kan köra fort (största tillåtna hastighet 250 km/h i Sverige, 350 km/h i vissa länder). Följande parametrar specificerar vilka tåg som kan framföras på ett spår:
- Lastprofil. Det fria utrymme i sid- och höjdled som tåget måste hålla sig inom. Svenska Trafikverket har ett fåtal klasser.
- Största tillåtna axellast "STAX". Normalt 22,5 ton i Sverige. Utbyggnad pågår till 25 ton och Malmbanan har redan 30 ton.
- Största tillåtna vikt per meter - STVM. Normalt 6,4 ton i Sverige (8 "nere i Europa"). På Malmbanan 12 ton sedan 1970-talet.
- Största tillåtna hastighet "STH". Begränsas av en mängd faktorer, till exempel tågens gångegenskaper och spårgeometrin.
- Driftsystem. Om elektrifierad eller ej. Även antalet samtidiga tåg som strömmatningen klarar. Se elektrifierad järnväg.
- Säkerhetssystem. Olika nivåer finns. Se "system" i JTF Transportstyrelsens trafikföreskrifter (delparametrar är fjärrblockering, Automatic Train Control "ATC" och European Rail Traffic Management System (ERTMS).
- Stigningar. Begränsar den maximala tågvikten. Målet i Sverige är att ligga under 10 promille för längre stigningar. I framför allt Norrland finns stigningar upp emot 17 promille. Nya banor med enbart persontrafik kan ges större stigningar, till exempel mellan Arboga och Örebro. Se adhesion och järnvägshjul där sambandet mellan stigning, tågvikt och adhesionsvikt beskrivs.
- Spårgeometri. Krökningsradier, lutningar och ojämnheter i rälsen har stor betydelse för rälsfordonens gångegenskaper.
- Tåglängd. Bestäms av längden på mötes- och omkörningsspår, vilket främst påverkar godståg men bestäms även av perronglängden när det gäller persontåg. Ökad tåglängd är ett gott alternativ om en bana är överbelastad. Se kapacitet.
- Perronghöjder. Bestämmer hur handikappvänlig persontrafiken kan bli.
- Miljöskydd. Som extra säkerhet, vid transport av farligt gods, finns vid infarterna till större städer detektorer för hjulplattor och varmgång för att undvika olyckor.
- Spårviddsväxel. Anordning som kan byta spårvidd, till exempel vid gränsen mot Finland i Haparanda.

## Benämningar
Transportstyrelsen använder ett antal begrepp:
- Uppspår och nedspår. Eftersom tåg ej kan mötas på ett spår måste spåren kunna enkelriktas i ena eller andra riktningen. Trafikverket bestämmer för varje bana vad som är uppspårs- och nedspårsriktning. Huvudprincipen är att det vänstra spåret i banans längdmätningsriktning är nedspår (och längdmätningsbärande spår) och uppspår är det högra spåret (det vill säga vänstertrafik). Dock kan en del banor som börjar i Stockholm och går norrut ha nedspår som går "uppåt i landet" och uppspår som går "nedåt i landet", detta beror på att alla banor som går "till/från" Stockholm har en längdmätning som börjar i Stockholm. Uppspåret har sina egna signaler och tavlor och nedspåret sina.
- Enkelspår, dubbelspår eller fyrspår.
- Bana. Dels användes klartextnamn för hela sträckningar till exempel Västra stambanan eller Inlandsbanan. Dels bandelsnummer för varje delsträcka mellan järnvägsknutar där olika banor möts. I begreppet bana ingår de dubbla spår som kan finnas. Se referens nedan till Transporverkets karta över Sveriges banor och bandelar.
- Kapillärnät. Sammanfattande benämning på industrispår.

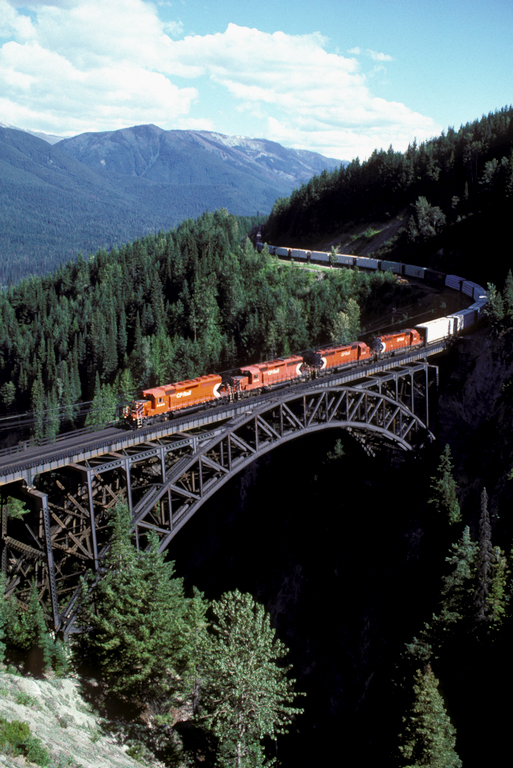
Järnvägsbron Stoney Creek Bridge längs Canadian Pacific Railway i British Columbia, Kanada

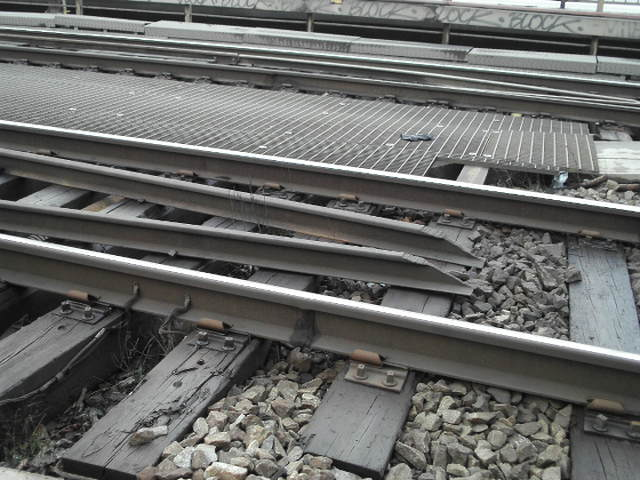
Säkerhetsräler

## Beståndsdelar
- Räls som styr tåget och som fördelar lasten från hjulets anliggningsyta till slipers.
- Slipers som fördelar lasten från rälerna ned till ballasten, såväl i höjd- som sidled.
- Befästning som håller fast rälsen, säkrar spårvidden och tar upp såväl dragkrafter som sidokrafter inklusive solkurvor.
- Ballast som fördelar lasten ned på banunderbyggnaden.
- Ballastfritt spår (eng. slab track). Ersätter slipers och ballast. Innebär högre investering än konventionella slipersspår men lägre underhållskostnader. Används i vissa tunnlar, på vissa broar och vid många höghastighetsbanor i Japan.
- Banunderbyggnad (bankropp) utgör underlaget för ballasten. Banunderbyggnaden kan utgöras av fast berggrund eller grov krossad sten. Frostaktivt material med dålig bärighet schaktas bort eller stabiliseras (pålning, kalkpelare och så vidare). Vatten måste dräneras bort.
- Säkerhetsräler som motverkar att tåget lämnar banvallen vid urspårning. Monteras på utsatta ställen såsom broar och tunnlar.
- Växlar för förgrening av spåret, spårspärrar som stoppar rullande vagnar samt stoppbockar för avslutning av ett spår.
- Kanalisering av kablar i form av betongtråg med lock utmed spåret. Förutom signalkablar och vissa kraftkablar läggs alltmer optiska fiberkablar, vilket gör Trafikverket till en leverantör av infrastruktur till landets data- och teletrafik.
- Perronger
- Kontaktledning för järnväg för eldrift av tågen.
- Komponenter i banans säkerhetssystem såsom:
  - Ställverk
  - Spårledningar
  - Signaler till förarna:
    - Optiska signaler
    - Baliser som ger signaler på förarpanelen.

  - Radiomaster för GSM-R och radioblockcentraler (RBC)
  - Uppbromsningssystem på rangerbangårdar
  - Detektorer för att bland annat upptäcka varmgång (infraröd detektor) och skadade hjul (audiell detektor).

## Kritiska svängningar
I och med de högre hastigheterna kan det uppstå kritiska svängningar (vibrationer) i dels banvallens jordlager och dels i luften i tunnlar.
När det gäller jordlagren, så varierar vågornas utbredningshastighet. Lera och humusämnen ger låg utbredningshastighet, medan grov makadam och berg ger hög utbredningshastighet. Om tågets hastighet närmar sig utbredningshastigheten kan svängningsamplituderna öka kraftigt (jämför ljudvallen för flyget). För höghastighetsbanor måste därför leror schaktas bort eller pålförstärkning göras.
När det gäller tunnlar så är luftmassans svängningar i tunneln kritisk. När tågets front går in i en tunnel skapas en övertrycksvåg, som fortplantas framåt mot utloppsmynningen. Vid denna mynning skapas då en undertrycksvåg, som går tillbaka in i tunneln. På motsvarande sätt skapas en undertrycksvåg, när sista vagnen går in i tunneln. Denna fortplantas förbi tåget mot utloppsmynningen, där sedan en övertrycksvåg återvänder genom tunneln. Vid olyckliga kombinationer av hastighet, tvärsnittsareor och tunnellängder kan dessa tryckvågor samverka, så att stora lufttrycksändringar sker inuti vagnarna vilka skapar obehag. Innan en tunnel byggs måste dessa svängningar simuleras.
Läs mer i ref. från Ostlänken och Djupstabilisering nedan.

## Järnvägsspår i Sverige
Siffrorna hämtade från Trafikverkets portal, 2010
- 11900 trafikerade spårkilometer
- Varav 8100 km enkelspår och 3800 km dubbelspår
- 9700 km elektrifierat och 9800 km med ATC
- 11400 växlar varav 6300 uppvärmda
- 3700 broar och 132 tunnlar på totalt 76 km

## Organisation
- Ägare. Varje bandel har en ägare till a) fastigheterna eller servitutsrätterna till den mark banan byggts på, b) den byggnation banan består av samt koncessionen (rätten att anlägga) banan. Staten är vanligen ägare till marken under banvallen och har servitutsrätt till den mark vid sidan om där träd måste röjas. Vissa industrispår kan ha företag som ägare, till exempel den nya Bristaterminalen i Märsta för flygbränsle via Gävle och flis till Fortums värmeverk. Några nedläggningshotade banor har överlåtits till föreningar för veterantåg.
- Infrastrukturförvaltare. Ägaren kan överlåta trafikplanering, drift, underhåll med mera på olika förvaltare.
- Trafikoperatörer till vilken ägaren eller infrastrukturförvaltaren upplåter banan för trafik. Upplåtelsen sker genom att trafikoperatören ansöker om tåglägen. Ett tågläge är tidpunkt, avgångsstation och ankomststation för de tåg man önskar köra under till exempel kommande år. Trafikverket, som huvudsakligen sköter all trafikplanering, försöker då att tillmötesgå önskemålen så gott det går med hänsyn till plats på banorna och fastställda prioriteringar. Resultatet blir en fastställd tidtabell för alla tåg på alla banor.